# الحرب العائلية الثانية (مسلسل)
الحرب العائلية الثانية  هو الجزء الثاني من مسلسل الحرب العائلية الأولى من إنتاج مؤسسة دبي للإعلام وعرض على تلفزيون دبي عام 2018.

## طاقم العمل
- أحمد الجسمي
- سعاد علي
- علي الغرير
- جمعة علي
- أمل محمد
- ماجد الجسمي
- خلود أحمد
- سعيد بتيجة